# Topdanmark
Topdanmark A/S (NASDAQ OMX: TOP), grundlagt 1972 som Topsikring GS, er et dansk forsikringsselskab, som leverer livs- og skadesforsikring. Det er datterselskab af Sampo Group. Årligt har selskabet præmieindtægter på over 20 mia. kr. og beskæftiger cirka 2.400 ansatte. Peter Hermann er virksomhedens administrerende direktør. Han tiltrådte i stillingen februar 2018 og overtog posten efter Christian Sagild.
Selskabet blev dannet gennem en fusion af Mejeriernes Ulykkesforsikring, etableret 1898, og Arbejdsgivernes Ulykkesforsikring, der blev grundlagt i 1899. Såvel historisk som aktuelt er og har landmænd været en stor kundegruppe i selskabet. I 1985 blev det omdannet fra gensidigt selskab til et aktieselskab og blev i den forbindelse noteret på Københavns Fondsbørs. Efter at have haft aktiviteter indenfor andre områder, bl.a. gennem opkøbet af Aktivbanken i 1990, har koncernen siden 1994 udelukkende drevet forsikringsvirksomhed.
På skadeforsikringsområdet var Topdanmark i udgangen af 2021 med en markedsandel på ca. 16 % det næststørste selskab i Danmark , mens det på livsforsikringsområdet var det femtestørste kommercielle pensionsselskab med en markedsandel på 6,1 %.
Topdanmark var tidligere medlem af den europæiske forsikringsalliance Eureko. Selskabet samarbejder i dag med blandt andet Nordea, Coop og Norlys.
Topdanmark havde i 00'erne en af de laveste combined ratios blandt de større danske forsikringsselskaber.

## Kritik
Topdanmark har som et af de eneste forsikringsselskaber erkendt, at de indsamler ”supplerende data” i anklagen om de såkaldte ”skyggerapporter” i forsikringsbranchen.